# Mogens Glistrup
Mogens Glistrup (Rønne, 28 de mayo de 1926 – Virum, 1 de julio de 2008) fue un político y abogado danés. Fue el fundador del Partido del Progreso, y fue miembro del Folketing (1973–1983 y 1987–1990). Le revocaron su inmunidad parlamentaria un total de seis veces debido a condenas penales por fraude fiscal y discurso de odio por racismo.

## Biografía
De 1956 a 1963 Glistrup fue profesor ayudante en lees fiscales en la Universidad de Copenhague, y tras dejar la universidad se convirtió en propietario de uno de los despachos de abogados más importantes de Dinamarca. En 1971, en la televisión nacional, el último día para enviar declaraciones de impuestos, elogió a los defraudadores fiscales como los "luchadores por la libertad de nuestro tiempo" y mostró su propia tarjeta fiscal con una tasa impositiva de cero. Su aparición en televisión provocó una indignación masiva, y el Ministro de Finanzas Poul Møller presentó una queja a Danmarks Radio, afirmando que deberían haber presentado información sobre cómo llenar declaraciones de impuestos. El gobierno procedió a que la policía y las autoridades fiscales iniciaran una investigación sobre las finanzas de Glistrup.
El 22 de agosto de 1972, Glistrup fundó el Partido del Progreso y, en las elecciones parlamentarias de 1973, el partido consiguió 28 escaños de 179, convirtiéndose en la segunda fuerzas más votada en el parlamento.
Glistrup describió el impuesto sobre la renta como un remanente de la estancada sociedad agraria del pasado y quería que se eliminara durante un período de siete años aumentando gradualmente el umbral impositivo. Tenía un sentido del humor único, el ejemplo más famoso del cual fue su sugerencia de reemplazar el Ministerio de Defensa con un contestador automático que decía "Nos rendimos" en ruso.
La investigación de las condiciones económicas de Glistrup se prolongó, pero en 1983 el Tribunal Supremo condenó a Glistrup a tres años de prisión y una multa de un millón de coronas y el parlamento lo declaró no apto para ser miembro. El caso en su contra fue complicado e involucró una extensa red de empresas que sólo se transferían dinero entre sí. La fiscalía calificó esta red de empresas como ficción, a lo que Glistrup respondió que la única ficción involucrada era la "teoría de la ficción" de la autoridad fiscal.
En febrero de 1997, participó en un programa de debate en TV3, donde, entre otras cosas, declaró que los musulmanes eran "criminales del mundo" que someterían a los daneses a "castración y asesinato". También dijo que "cualquiera que haya estudiado el mahometismo sabe que solo están aquí para congraciarse hasta que sean lo suficientemente fuertes como para ejecutarnos". Por estas declaraciones, en marzo de 1998, el Tribunal de la Ciudad de Copenhague lo condenó a una semana de prisión condicional por violar la cláusula contra el racismo, una sentencia que posteriormente fue confirmada tanto por el Tribunal de Apelación (1999) como por el Tribunal Supremo (2000).
En el 2000 fue nuevamente condenado por violar la cláusula contra el racismo debido a declaraciones que hizo en relación con su reincorporación al Partido del Progreso. Entre ellas, afirmó que "los mahometanos deben ser capturados y reunidos en campamentos y vendidos a quienes paguen más", junto con otras declaraciones similares. Por estos comentarios, fue sentenciado a 20 días de prisión condicional por el Tribunal de Odense. Glistrup apeló la sentencia ante el Tribunal de Apelación del Este, que en un fallo de 2003 también lo declaró culpable y endureció la pena a 20 días de prisión incondicional, los cuales cumplió en julio de 2005.

## Vida personal
Glistrup era hijo de Lars Glistrup, profesor de física y química en la Escuela Estatal de Rønne, y su esposa Ester Glistrup.El 20 de octubre de 1950, se casó con Lene Glistrup,con quien tuvo cuatro hijos: Eva (fallecida en 2006), Anne-Marie, Else y Jørgen.Está enterrado en el cementerio de Sorgenfri.